# Театр на открытом воздухе Джемиль Топузлу
Театр на открытом воздухе Джемиль Топузлу (тур. Cemil Topuzlu Harbiye Açık Hava Tiyatrosu) — современный амфитеатр, расположен в квартале Харбийе района Шишли в Стамбуле (Турция). Он расположен напротив Международного Стамбульского выставочного и конгресс-центра Лютфи Кырдар и за отелем Hilton Istanbul Bosphorus, в европейской части города.
Будучи самой популярной летней открытой площадкой города, театр преимущественно проводит различные музыкальные концерты как местных, так и иностранных исполнителей. Он также принимает у себя культурные мероприятия нескольких фестивалей, проводимых в Стамбуле летом.

## История
Строительство театра под открытым небом было предложено французским градостроителем Анри Простом (1874—1959), который разработал проект для Стамбула в 1930-х годах. Предложенный турецкими архитекторами Нихадом Юджелем и Нахидом Уйсалом новаторский проект был принят в июле 1946 года, в период пребывания в должности мэра Стамбула Лютфи Кырдара (1887—1961).
Амфитеатр был торжественно открыт 9 августа 1947 года. Однако он принял свою окончательную форму после того, как немецкий режиссёр Карл Эберт (1887—1980), тогдашний руководитель Анкарской государственной консерватории, внёс изменения в архитектурное оформление сценической площадки. Устранение всех недостатков было произведено в 1950-х годах. Стоимость строительства составила 900 тысяч турецкая лира.
Театр был открыт постановкой трагедии Софокла «Царь Эдип» в исполнении актёров Государственного театра Анкары.
В 1958 году театр получил имя Джемиля Топузлу (1866—1958), мэра Стамбула в османскую Эпоху второй Конституции.

## Архитектура
Фасад облицован известняком и камнем из района Узункёпрю. Ярусы с сидячими местами также сделаны из камня из Узункёпрю. Открытый театр выполнен в виде античных амфитеатров с ярусными сиденьями для зрителей, полукруглой формы, вокруг плоской сцены. Вместимость арены составляет 3 972 зрителя, также есть VIP-ложа, рассчитанная на 30 человек. Оркестровое отделение может вместить до 80 музыкантов. Кинопроектор установлен в середине аудитории для возможности показа фильмов или слайд-шоу. Сцена достаточно велика, чтобы на ней могли свободно перемещаться 200—300 актёров массовки. Проходы и ворота имеют достаточные размеры для мгновенной эвакуации актёров и зрителей.